# Sant Sadurní de Collsabadell
Sant Sadurní de Collsabadell és una església romànica del poble de Collsabadell, al municipi de Llinars del Vallès (Vallès Oriental) inclosa a l'Inventari del Patrimoni Arquitectònic de Catalunya.

## Descripció
L'edifici palesa diferents moments constructius. La nau central és coberta amb volta de canó apuntat (segle xiii). Hi ha quatre capelles laterals i presbiteri i una capella a la dreta, més recent. Campanar de planta quadrada de pedra de fil granítica, formata per tres cossos, gàrgoles en el superior i coronat per merlets. Se situa damunt una capella coberta amb volta de creueria. A l'exterior, al nord, restes romàniques de carreu de granit i arcuacions cegues de tipus llombard. L'absis primitiu era rodó. La porta és rectangular.

## Història
El lloc ja s'esmenta l'any 998 en el cartulari de Sant Cugat, i la parròquia el 1040 al Liber Antiquitatum. Va pertànyer a la canònica de la seu de Barcelona. L'edifici és del segle xi i es va reformar al segle xiii. Posteriorment, als segles XVI-XVIII, es van afegir les capelles laterals i el campanar. El 1786-87 es va reconstruir el presbiteri, fent-lo més gran. L'any 1736 es va refer la façana. Al segle xx es va afegir una capella. En aquesta església s'hi establí l'any 1977 una petita comunitat de monges cistercenques procedents de l'abadia de Vallbona de les Monges.